# Anthony Harvey
Pour les articles homonymes, voir Harvey.
Anthony Harvey est un réalisateur et monteur britannique né le 3 juin 1930 à Londres et mort le 23 novembre 2017 à Water Mill.

## Filmographie

### Comme réalisateur
- 1967 : Dutchman (en)
- 1968 : Le Lion en hiver (The Lion in Winter)
- 1971 : Le Rivage oublié (They Might Be Giants)
- 1973 : La Ménagerie de verre (The Glass Menagerie) (TV)
- 1974 : The Abdication
- 1976 : The Disappearance of Aimee (TV)
- 1979 : Smash (en) (Players)
- 1979 : L'Étalon de guerre (Eagle's Wing)
- 1980 : Richard's Things (en)
- 1983 : Svengali (téléfilm)
- 1985 : Grace Quigley
- 1994 : Un amour oublié (This Can't Be Love) (TV)

### Comme monteur
- 1956 : Ce sacré z'héros (Private's Progress)
- 1956 : On Such a Night
- 1957 : Ce sacré confrère (Brothers in Law)
- 1958 : Gai, gai, marions-nous (Happy Is the Bride)
- 1958 : Tread Softly Stranger
- 1959 : Sois toujours diplomate (Carlton-Browne of the F.O.)
- 1959 : Après moi le déluge (I'm All Right Jack)
- 1960 : Le Silence de la colère (The Angry Silence)
- 1960 : Les Dessous de la millionnaire (The Millionairess)
- 1962 : Lolita
- 1962 : La Chambre indiscrète (The L-Shaped Room)
- 1964 : Docteur Folamour (Dr. Strangelove or: How I Learned to Stop Worrying and Love the Bomb)
- 1965 : L'Espion qui venait du froid (The Spy Who Came in from the Cold)
- 1967 : Dutchman
- 1967 : Les Chuchoteurs (The Whisperers)